# Schloss Erasbach

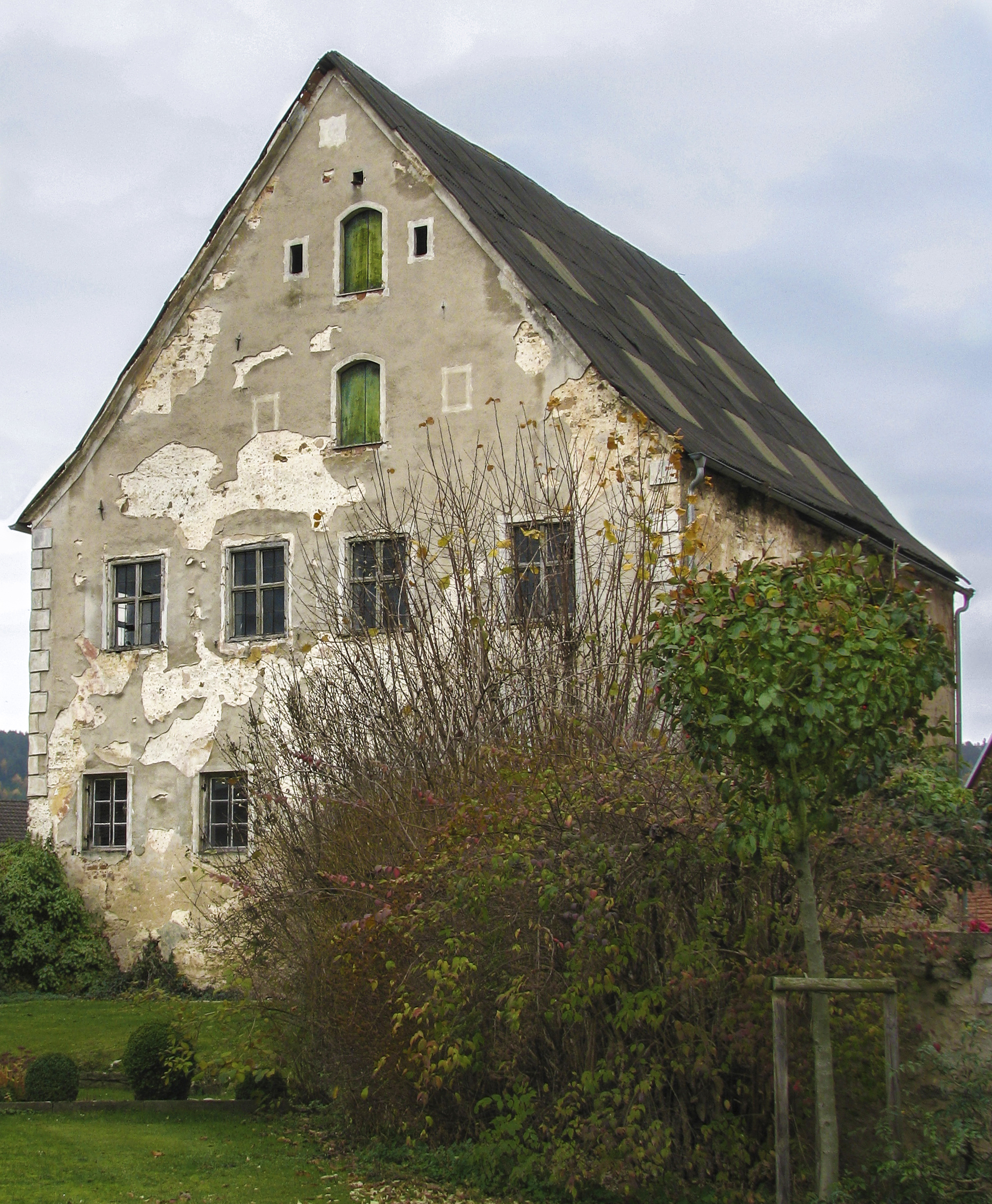
Weiherhaus Erasbach (2015)

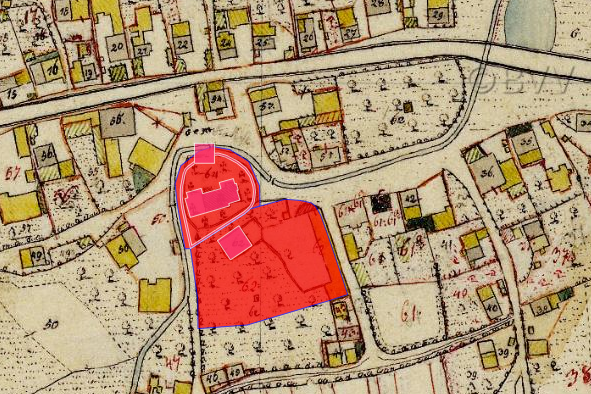
Lageplan von Schloss Erasbach auf dem Urkataster von Bayern

Das Schloss Erasbach liegt unmittelbar südöstlich der Filialkirche Mariä Heimsuchung in Erasbach, einem Gemeindeteil der oberpfälzischen Stadt Berching im Landkreis Neumarkt in der Oberpfalz (Am Erlenbach 10). Es ist unter der Aktennummer D-3-73-112-116 als Baudenkmal verzeichnet. „Archäologische Befunde im Bereich des ehem. Landsassengutes und mittelalterlichen Adelssitzes von Erasbach“ werden ferner als Bodendenkmal unter der Aktennummer D-3-6834-0153 geführt.

## Geschichte
Erasbach war ein Reichsgut, das 1080 bei der Wildbannverleihung durch König Heinrich IV. an die Eichstätter Kirche als Erichesbach genannt wird. Hier war das Reichsministerialengeschlecht der Herren von Erasbach ansässig, das im Laufe der Zeit in den Dienst der Grafen von Hirschbach und des Bistums Eichstätt trat. 1522 stellte Kaiser Karl V. einen Freiheitsbrief über das Schloss Erasbach für seinen „lieben, treuen Hans Thannhauser“ aus. Erasbach war in der Hand vieler Besitzer, genannt werden: die Koppen (seit 1346), Konrad Hillebrand (1375), Nikolaus Hillebrand (1396), Seiz Mühlbeck (1429), Christof Mühlbeck (1464), Wolf Mühlbeck (1499), Reichhart von Brechthal (1519), Hans Thannhauser (1522), Christoph von Eyb (1544), Friedrich von Liechtau (1556), Ulrich Dieß (1568), Georg Hofmann (1570), Kastner zu Hirschberg, Christian Hartung (1588), Georg Deiblinger (1601), Mathias Faber (1630), Stadtpfarrer von Neumarkt, Jesuitenkolleg Eichstätt, Christoph Ludwig Gugl (1651), Pfleger zu Velden, Karl Tuntzler (1679), Pfleger des Amtes Haimburg-Pfaffenhofen, Adam Rupprecht (1710) und seine Nachfahren bis zum Ende der Patrimonialgerichtsbarkeit. Der letzte dieser Familie war Freiherr Michael Joseph von Ruprecht († 1829 in Amberg). Am 23. Februar 1831 wurde das Gut an den bayerischen Staat verkauft.

## Baulichkeit
Das ehemalige Landsassengut und Weiherhaus ist ein zweigeschossiger Satteldachbau aus dem 16. Jahrhundert. Es besitzt auf der Schmalseite vier Fensterachsen und Eckrustizierungen.